# Система динамического позиционирования
Система динамического позиционирования — (англ. dynamic positioning system) — система, предназначенная для удержания судна в заданной позиции или области и (или) на заданном курсе, его перемещения на небольшие расстояния, следования вдоль заданного маршрута автоматически с высокой точностью посредством использования судовых движителей и подруливающих устройств.
Международная морская организация даёт следующее определение: «Система динамического позиционирования — это система, которая автоматически контролирует судно для удержания его позиции и курса исключительно посредством активного использования судовых движителей».
Для управления судном, оснащенным системой динамического позиционирования, необходимо получение сертификатов.

## Применение
Широкое распространение системы динамического позиционирования нашли на вспомогательных судах нефтегазовой отрасли, а именно:
- судах снабжения;
- буксирах-якорезаводчиках;
- судах-кабелеукладчиках и трубоукладчиках;
- судах сейсмической разведки;
- буровых судах и мобильных буровых платформах;
- судах обеспечения водолазных работ (DSV, diving support vessels);
- земснарядах;
- шаттл-танкерах.

Это обусловлено тем, что данные суда по характеру выполняемых работ должны большую часть времени удерживать заданную позицию (например, суда снабжения, буровые суда и мобильные буровые платформы, суда обеспечения водолазных работ и прочие) или выполнять передвижения из позиции в позицию с высокой точностью (суда-кабелеукладчики, суда-трубоукладчики, суда сейсмической разведки, земснаряды и прочие).
Реже системы ДП можно встретить на танкерах, круизных пассажирских лайнерах и прочих.

## Элементы системы
- система энергоснабжения;
- система судовых движителей;
- система управления динамическим позиционированием.

Система электроснабжения включает в себя все компоненты и системы, необходимые для снабжения системы ДП энергией, а именно:
- первичные источники энергии со всеми вспомогательными системами, включая трубопроводы;
- генераторы;
- распределительные щиты;
- распределительная сеть (кабели).

Система судовых движителей включает в себя:
- подруливающие устройства с их моторами и вспомогательными системами, включая трубопроводы;
- главные движители (винты регулируемого или фиксированного шага, винторулевые поворотные колонки, крыльчатые движители) и рули — если могут управляться системой ДП;
- электроника, управляющая подруливающими устройствами;
- элементы ручного управления подруливающими устройствами;
- соединенные с этими элементами кабели.

Система управления ДП включает в себя все компоненты и системы, аппаратные средства и программное обеспечение, необходимые для решения задачи динамического позиционирования судна, а именно:
- компьютерная система / система управления джойстиком, сопутствующие интерфейсы и программное обеспечение;
- сенсоры (анемометры для определения параметров ветра, датчики положения (MRU — Motion Reference Unit или VRS — Vertical Reference System) для определения параметров качки, гирокомпасы для определения курса;
- консоли (пульты) управления;
- системы позиционирования;
- сопутствующие кабели.

## Классы систем ДП
Системы ДП подразделяются на три класса (по степени надежности):
- Класс 1 (DP 1). «Потеря» заданной позиции судном может произойти в случае любой единичной неисправности.
- Класс 2 (DP 2). «Потеря» позиции не происходит в случае единичной неисправности любой подсистемы или компонента (движителя, сенсора, консоли управления и прочего), включая кабели, трубы и т. д.
- Класс 3 (DP 3). Термин «единичная неисправность» включает, помимо неисправностей, указанных для класса DP-2, полный выход из строя всех компонентов в пределах одного водонепроницаемого или огненепроницаемого отсека из-за пожара или затопления.